# 海神喷泉 (那不勒斯)
海神喷泉（義大利語：Fontana del Nettuno）是一个宏伟的喷泉，位于意大利那不勒斯麦地那街，Pieta di Turchini堂南侧，斜对圣母加冕堂（Santa Maria Incoronata）。现移至市政厅广场（Piazza municipio）

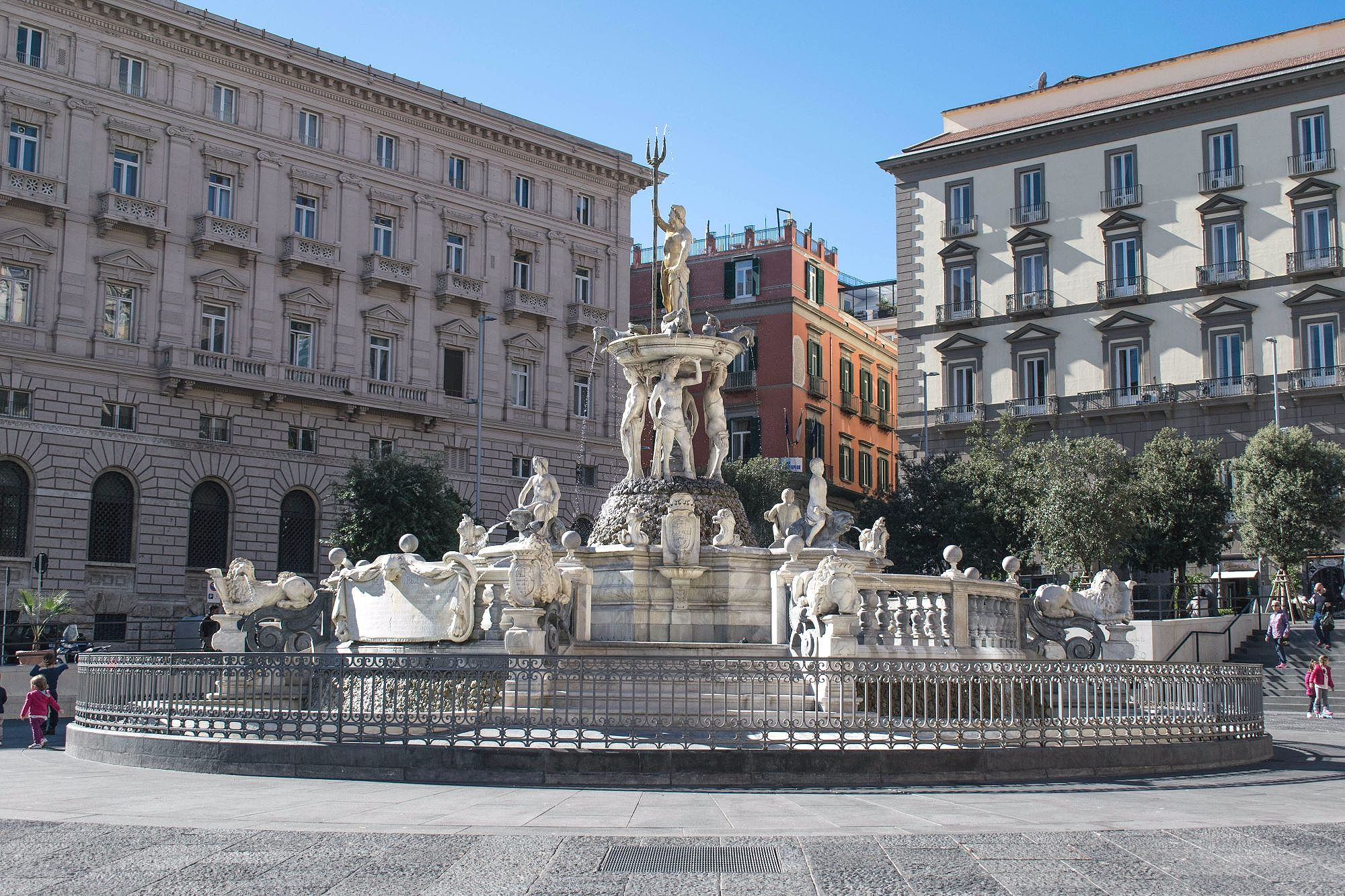
海神喷泉

海神喷泉建于1600-1601年，西班牙总督奥利瓦雷斯伯爵恩里克·德古斯曼时期，由瑞士建筑师多梅尼科·丰塔纳设计。